# 興学路駅
興学路駅（こうがくろえき）は、中華人民共和国江蘇省南京市に建設中の南京地下鉄6号線の駅である。

## 歴史
- 2019年12月28日:着工[1]。

## 隣の駅
南京地下鉄
■6号線
興智街駅 - 興学路駅 - 燕江新城駅